# Дальневосточная (телерадиокомпания)
Государственная телевизионная и радиовещательная компания «Дальневосточная» — филиал ФГУП «ВГТРК» в Хабаровском крае. Офис находится в Хабаровске, ул. Ленина, 71.

## История
Радиовещание в Хабаровске началось с 19 сентября 1927 года.
1 марта 1960 года начались передачи Хабаровского телевидения, в 1967 году в Хабаровском крае началась ретрансляция 1-й программы Центрального телевидения.
В 1992 году Комитет по телевидению и радиовещанию Хабаровского крайисполкома был упразднён, на его базе была создана Государственная телерадиокомпания «Дальневосточная», с конца 1990-х — начала 2000-х гг. — федеральное государственное унитарное предприятие, 28 декабря 2006 года — ликвидировано, на его базе создан одноимённый филиал ФГУП «Всероссийская государственная телевизионная и радиовещательная компания».
В том же 1992 году ГТРК «Дальневосточная» начинает эфир собственного телеканала на 5-й метровой частоте, делясь ею сперва «ТВА» (закрыт в 1998 году из-за долгов перед ДВТРК), затем с «Даль-ТВ» (ушёл на 10-ю частоту) и «Телекон-ТВ» (закрыт 18 марта 2007 года). В разное время сетевыми партнёрами являлись ТВ-6, MTV Россия, ТВ Центр, 7ТВ, Культура и другие. Сейчас на этой частоте вещает Россия-24.
«Дом радио» на площади Славы (начало ул. Ленина) начал строиться в 1969 году, однако обнаружились проблемы, связанные с геологическим строением холма, на котором он стоит, 22 года на их решение. Ввод здания в эксплуатацию произошёл только в 1991 году.

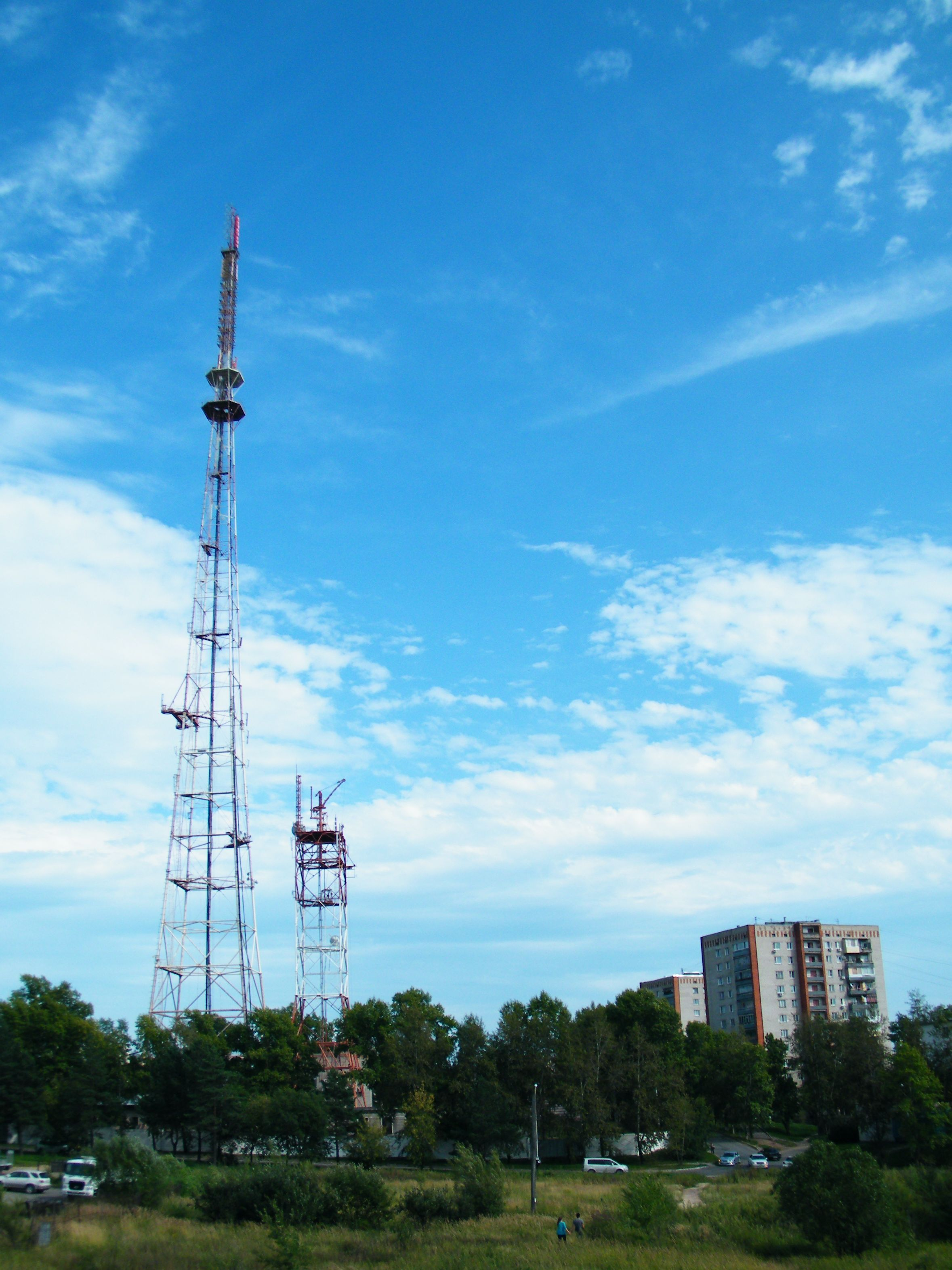
Телебашня проекта 3803 KM в Краснофлотском районе
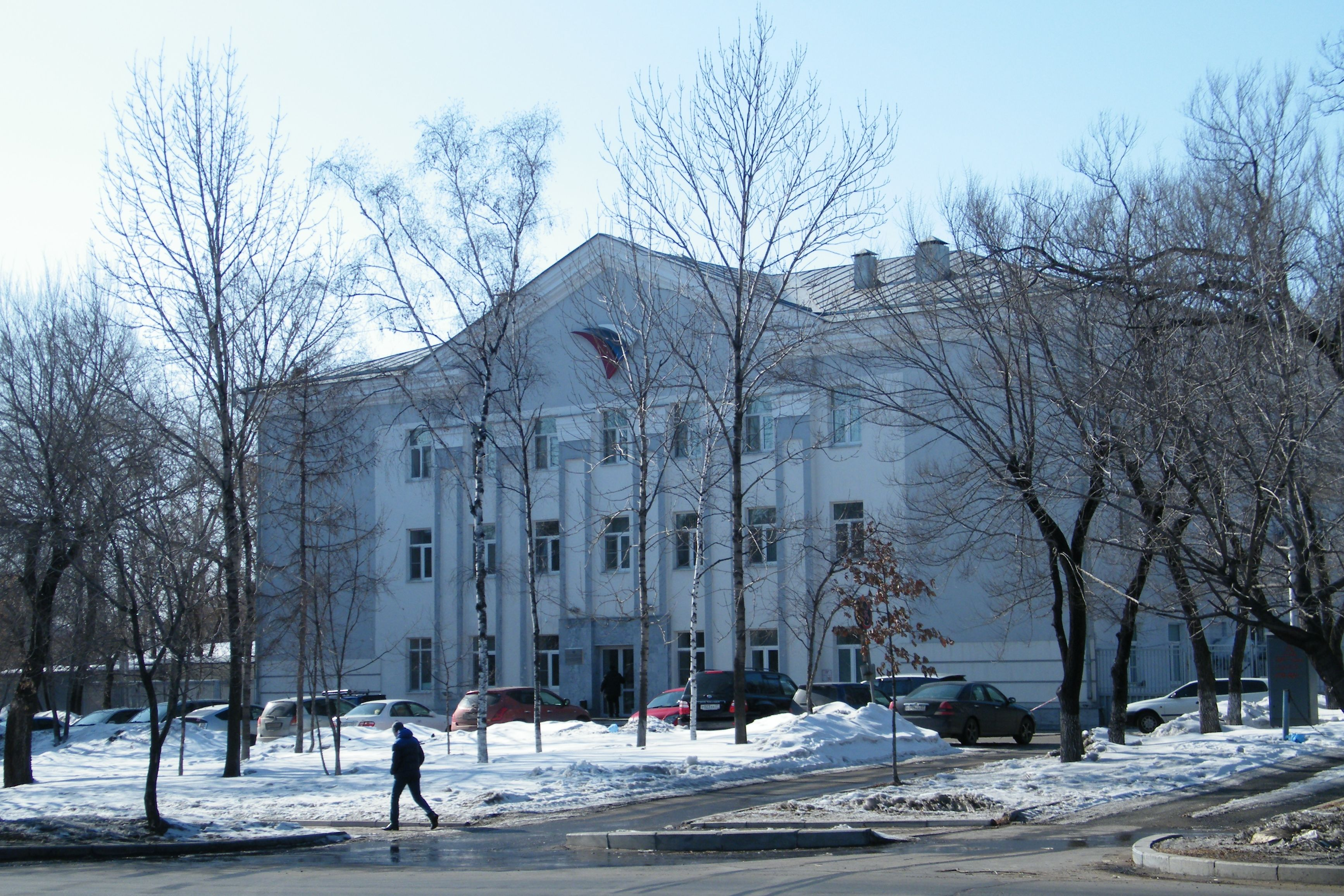
Административное здание ГТРК «Дальневосточная» по ул. Ленина, 71
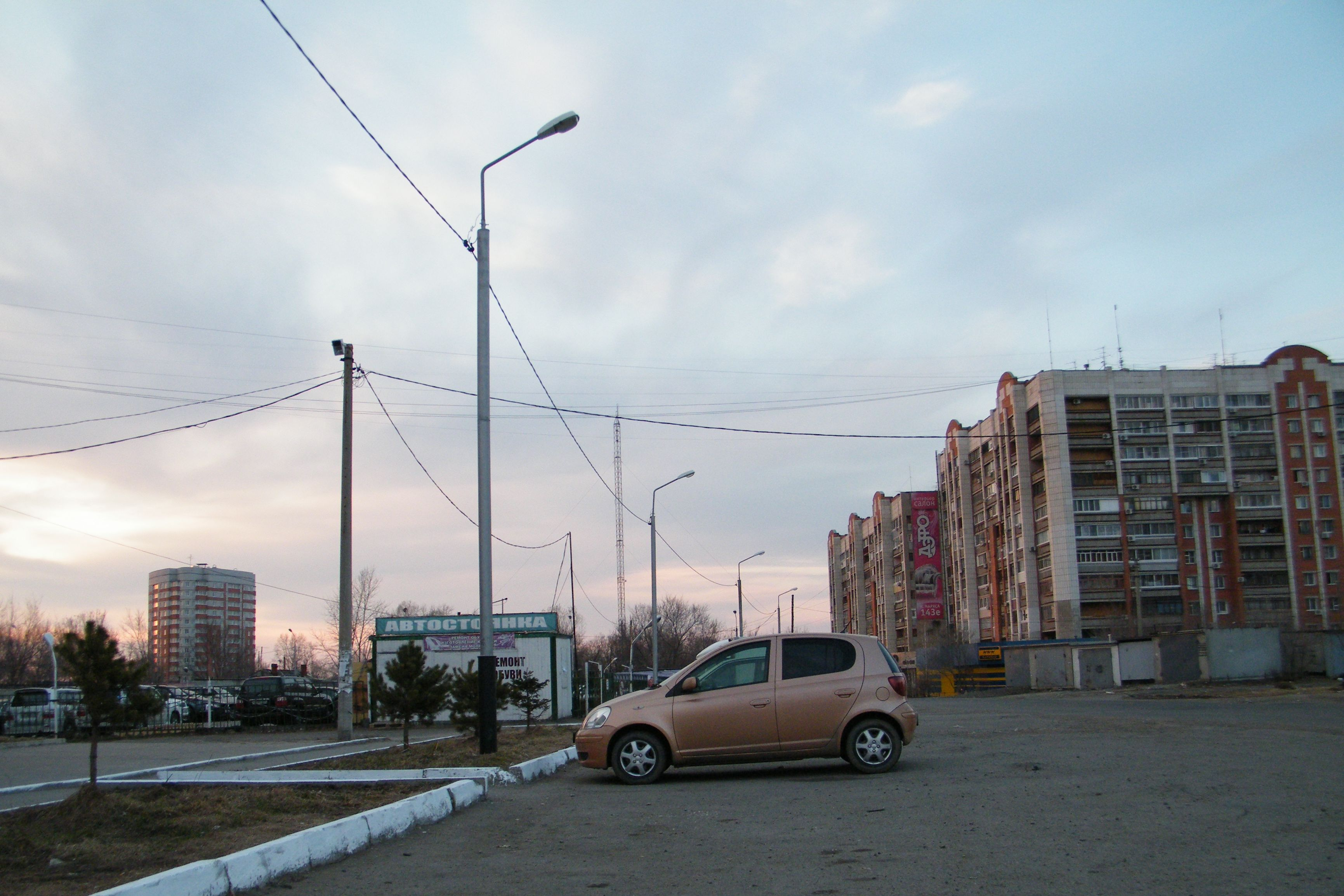
Резервная телемачта в Железнодорожном районе
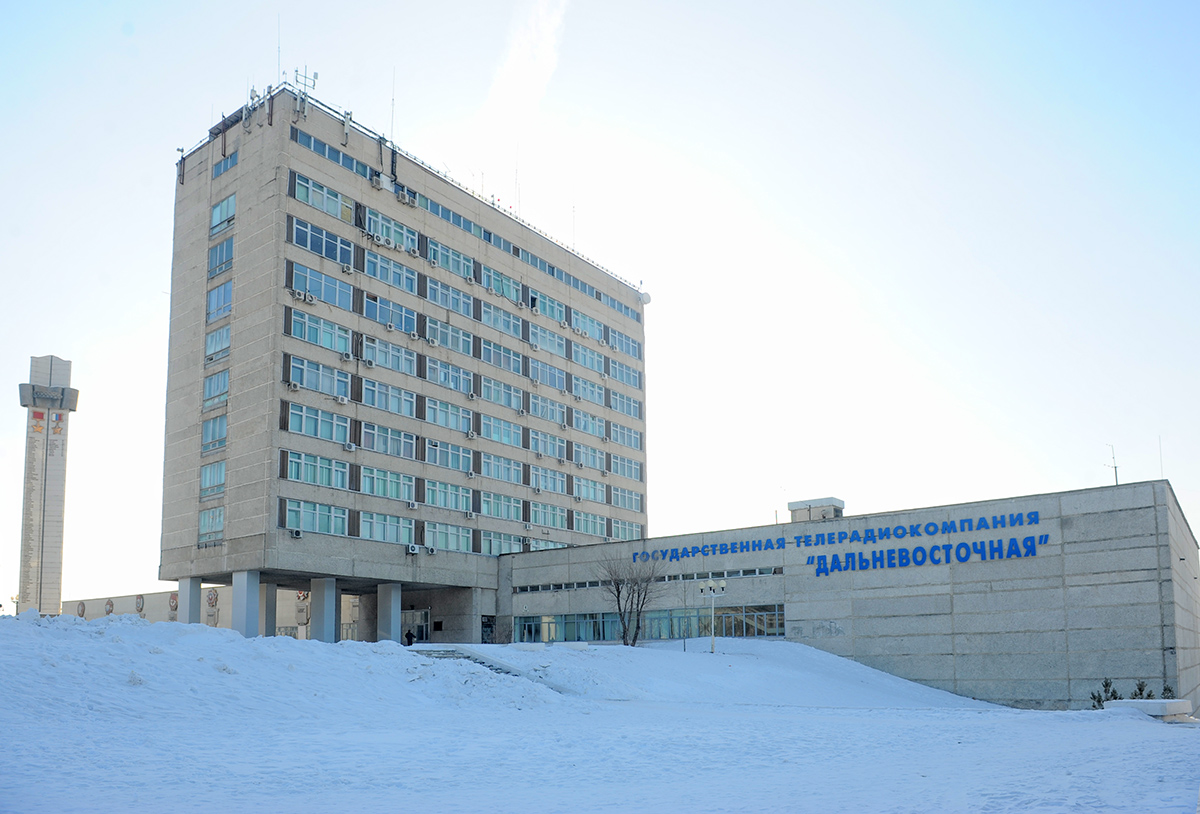
Дальневосточная телекомпания. Ленина, 4

## Награды
- В 2017 году ГТРК «Дальневосточная» стала обладателем первого в своей истории главного приза «Тэфи-Регион» благодаря ведущему «Вести. Хабаровск» Алексею Кухарю, которого телеакадемики признали лучшим ведущим новостей на региональном ТВ.
- Статус одной из самых успешных телекомпаний страны ГТРК «Дальневосточная» регулярно подтверждает на телевизионных фестивалях и конкурсах, проводимых в разных городах России: «Щит и меч», «Человек и море», «Берега» и других.
- Наградами федерального уровня отмечены телепроекты ГТРК «Дальневосточная» — «Семейный совет» и «Политсреда».
- Цикл программ Марии Головацкой об особенностях воспитания ребенка в современном мире завоевал диплом конкурса Фонда Андрея Первозванного «Семья и будущее России».
- Ток-шоу Ирины Луцковской «Политсреда» отмечено специальной наградой Центральной избирательной комиссии России.
- В 2015-м году почётный знак «Золотое перо» из рук главы региона получила шеф-редактор службы информационных программ Лариса Томилина.
- В 2018-м обладателем почётного знака «Золотое перо» стала специальный корреспондент Ирина Луцковская[3].

## Теле- и радиоканалы
- «Россия-1 Хабаровск»
- «Россия-24 Хабаровск»
- «Радио России Хабаровск»
- «Вести FM Хабаровск»
- «Радио Хорошего Настроения — 101,8 FM»